# Liste des lieux patrimoniaux de Prince Albert
Cet article recense les lieux patrimoniaux de Prince Albert inscrits au répertoire des lieux patrimoniaux du Canada, qu'ils soient de niveau provincial, fédéral ou municipal.
Pour le reste de la province, voir Liste des lieux patrimoniaux de la Saskatchewan.

## Liste
| [ 1 ] | Lieu patrimonial                                                               | Illustration                        | Adresse                              | Coordonnées      | No    | Constr. | Prot.                                | Rec. | Notes |
| ----- | ------------------------------------------------------------------------------ | ----------------------------------- | ------------------------------------ | ---------------- | ----- | ------- | ------------------------------------ | ---- | ----- |
| M     | 94 - 15th Street East                                                          | Téléverser                          | 94-15th Street East                  | 53.1997 -105.752 | 4954  | 1929    | Municipal Heritage Property          | 2001 |       |
| M     | Palais de justice                                                              | Téléverser                          | Central Avenue and 19th Street       | 53.196 -105.754  | 5803  | 1927    | Municipal Heritage Property          | 1983 |       |
| M     | Holmes Residence                                                               | Téléverser                          | 585 - 19th Street East               | 53.1958 -105.738 | 16224 |         | Municipal Heritage Property          | 2006 |       |
| M     | Land Titles Office                                                             | Téléverser                          | 350 12th Street East                 | 53.2024 -105.745 | 4956  | 1892    | Municipal Heritage Property          | 1987 |       |
| F     | Lieu historique national du Canada Keyhole Castle                              | Téléverser                          | 1925 1st Avenue East                 | 53.1951 -105.752 | 7627  | 1913    | National Historic Site of Canada     | 1975 |       |
| F     | Lieu historique national du Canada de l'Ancien-hôtel-de-ville-de-Prince-Albert | Téléverser                          | 1010 Central Avenue                  | 53.2036 -105.754 | 7536  | 1893    | National Historic Site of Canada     | 1984 |       |
| F     | Manège militaire                                                               | Téléverser                          | 10th Street East and 8th Avenue East | 53.2033 -105.728 | 9724  | 1915    | Recognized Federal Heritage Building | 1988 |       |
| M     | McDonald Residence                                                             | Téléverser                          | 314 14th Street West                 | 53.2005 -105.763 | 4949  | 1905    | Municipal Heritage Property          | 1998 |       |
| M     | Octagonal Building                                                             | Téléverser                          | Exhibition Grounds                   | 53.2033 -105.729 | 1295  | 1905    | Municipal Heritage Property          | 1983 |       |
| M     | Prince Albert Arts Centre                                                      | Téléverser                          | 1010 Central Avenue                  | 53.2037 -105.754 | 3074  | 1893    | Municipal Heritage Property          | 1981 |       |
| M     | Prince Albert Heritage Museum                                                  | Téléverser                          | 10 River Street East                 | 53.206 -105.755  | 4950  | 1911    | Municipal Heritage Property          | 1981 |       |
| P     | Prince Albert Town Hall/Opera House                                            | Prince Albert Town Hall/Opera House | 1010 Central Avenue                  | 53.2037 -105.754 | 2779  | 1893    | Provincial Heritage Property         | 1991 |       |
| F     | Pénitencier de Prince Albert, Tour nord D-4                                    | Téléverser                          |                                      | 53.1994 -105.817 | 9905  | 1926    | Recognized Federal Heritage Building | 2002 |       |
| F     | Pénitencier du Prince Albert, Tour nord D-1                                    | Téléverser                          |                                      | 53.1994 -105.813 | 9903  | 1926    | Recognized Federal Heritage Building | 2002 |       |
| F     | Pénitencier du Prince Albert, Tour sud D-2                                     | Téléverser                          |                                      | 53.19 -105.82    | 9913  | 1926    | Recognized Federal Heritage Building | 2002 |       |
| F     | Tour de champ nord                                                             | Téléverser                          |                                      | 53.187 -105.82   | 4328  | 1927    | Recognized Federal Heritage Building | 1992 |       |
| F     | Tour sud D-3                                                                   | Téléverser                          |                                      | 53.1961 -105.817 | 9904  | 1926    | Recognized Federal Heritage Building | 2002 |       |